# بروانه معين الدين سليمان
معين الدين سليمان بروانة (بالفارسية: معین الدین سلیمان پروانه)، والمعروف باسم بيرفان (بالفارسية: وانروانه) كان رجل دولة فارسي، الذي كان لفترة من الوقت (خاصة بين 1261-1277) لاعبًا رئيسيًا في السياسة الأناضولية التي تشمل سلاجقة الروم، والمغول الخانات والمماليك تحت حكم بيبرس.
عمل وزيرًا للسلطان السلجوقي كيخسرو الثاني سنة 1243 في وقت معركة جبل كوسه. لقبه بيرفان يعني «مساعد شخصي للسلطان».

## صراع السلاجقة
لم ينتهِ الصراع بين الأخوين قلج أرسلان الرابع وكيكاوس الثاني نتيجة اقتسام السُلطة، وظلَّ الأوَّل وأتباعه يُضايقون الآخر لِإزاحته عن الحُكم. فاضطرَّ كيكاوس إلى البحث عن حليفٍ يُسانده في صراعه مع أخيه وحُلفائه المغول، وكان نجم السُلطان المملوكي الظاهر بيبرس قد بدأ يسطع في سماء المشرق الإسلامي، لا سيَّما بعد أن شارك في هزيمة المغول في معركة عين جالوت، وأعاد إحياء الخلافة العبَّاسيَّة في القاهرة، ووحَّد الديار المصريَّة والشَّاميَّة والحجازيَّة في دولةٍ واحدةٍ، واستردَّ لِلمُسلمين الكثير من البلاد التي يحتلَّها الصليبيين، وأنزل بِأرمن قيليقية ضرباتٍ موجعة، فوجد فيه كيكاوس الحليف الطبيعي الذي سيُمكِّنه من التصدِّي لِخُصُومه، وأرسل إليه يطلب منه المُساعدة مُقابل أن يتنازل له عن نصف بلاده يُقطعها لمن يختاره. استجاب الظاهر بيبرس لِطلب المُساعدة ضمن سياسته الهادفة للتوسُّع شمالًا، وإقامة تحالُفاتٍ مع السلاجقة لِلوُقُوف في وجه الخطر المغولي على ديار الإسلام، وجهَّز قُوَّةً عسكريَّةً بِقيادة الأمير ناصر الدين أُغلُمُش لِمُساعدة كيكاوس، لكنَّ هذه القُوَّة لم تصل إلى بلاد الروم بِدليل عدم حسم الصراع بين الأخوين، بِالإضافة إلى أنَّ كيكاوس أعلم نظيره بيبرس في رسالةٍ أُخرى أرسلها إليه بِتراجُع الضغط المغولي عليه، ولم يُشر فيها إلى أي دورٍ لِلقُوَّة المملوكيَّة. واستغلَّ المُفسدون وخُصُوم كيكاوس مُراسلاته مع المماليك، فرفعوا الأمر إلى هولاكو في تبريز طالبين منه تأديب هذا العاصي الخارج عن السُلطة المغوليَّة، فأرسل جيشًا على الفور هاجم قونية التي تحصَّن بها السُلطان، ولمَّا رأى الأخير أنَّ لا قِبل لهُ بِمُواجهة خُصُومه خرج من المدينة ناجيًا بِحياته، وتوجَّه نحو أنطالية ومنها هرب إلى القُسطنطينيَّة عن طريق البحر، ونزل ضيفًا على الإمبراطور ميخائيل الثامن. وهكذا خلا الجو لِقلج أرسلان لِيحكم بِمُفرده، إلَّا أنَّهُ لم يُؤدِّ دورًا سياسيًّا بارزًا، وحجبه وزيره مُعينُ الدين سُليمان پروانه عن الواجهة السياسيَّة، فأحكم قبضته على مُقدَّرات الدولة حتَّى سُمي عصره بِـ«عصر پروانه».
عُرف عن پروانه بِأنَّهُ ذكي واسع الحيلة يغتنم كُل فُرصة تُتاح له لِتقوية نُفُوذه وتحقيق غاياته، فاستغلَّ وفاة هولاكو سنة 664هـ المُوافقة لِسنة 1265م، وتربُّع ابنه أباقا على العرش مكانه، فتوجَّه بِرفقة السُلطان إلى البلاط المغولي الإلخاني في تبريز لِتقديم فُرُوض الطاعة والولاء حيثُ طلبا الإذن بِالسماح لهما بِاستعادة البلاد والمناطق التي فقدها السلاجقة أثناء صراع الإخوة وبِخاصَّةٍ مدينة سينوپ، فأذن لهم بِذلك. وعاد قلج أرسلان إلى بلاده بعد تمام الزيارة بينما بقي پروانه في تبريز حيثُ أسرَّ لِأباقا أنَّهُ يغلب على سلاطين بني سَلْجُوق التذبذب، وأنَّ قلج أرسلان يُراسل المماليك سرًا، فما كان من أباقا إلَّا أن قلَّد پروانه نيابة السلطنة ببلاد الروم على أن يتخلَّص من كُل شخص يُخالفه أو يشُك بِولائه لِلمغول. ولمَّا حاول السُلطان التخلُّص من هيمنة وزيره وازدياد نُفُوذه الذي بات يُهدده شخصيًّا لفَّق لهُ پروانه تُهمة التخطيط لِاغتياله ومُكاتبة المماليك، فقبض عليه المغول وأعدموه خنقًا يوم الأربعاء 8 جُمادى الأولى 664هـ المُوافق فيه 14 شُباط (فبراير) 1266م، ونُصِّب مكانه ابنه الطفل كيخسرو. ولم يُؤدِّ هذا السُلطان أي دورٍ بارز خِلال حياته السياسيَّة نظرًا لِصغر سنِّه من جهة، وازدياد نُفُوذ الأُمراء وبِخاصَّةٍ پروانه من جهةٍ أُخرى، كما كثُرت في عهده الثورات والفتن. ودخل سلاجقة الروم -بِحُكم موقع بلادهم المُهم- في دوَّامة الصراع بين المغول والمماليك. وكان السُلطان بيبرس يُنزل بِالمغول والصليبيين الضربات القاسية، وبِنيَّته توحيد كافَّة بلاد الإسلام تحت رايته ولم شمل المُسلمين من جديد، وكان يتطلَّع إلى ضمِّ الأناضول إلى دولته في مصر والشَّام لِيتمكَّن من الاتصال بِمغول القبيلة الذهبيَّة بِقيادة زعيمهم المُسلم بركة خان، والتنسيق معهم لِلوُقُوف بِوجه المغول الإلخانيين في إيران، بِالإضافة لِلتخفيف من الضغط المغولي الواقع على الشَّام.